# اوک اورچارد (دلاویر)
اوک اورچارد (به انگلیسی: Oak Orchard) یک منطقهٔ مسکونی در ایالات متحده آمریکا است که در شهرستان ساسکس، دلاویر واقع شده‌است. اوک اورچارد ۰٫۰ متر بالاتر از سطح دریا واقع شده‌است.